# Яценко Олександр Вікторович
Яценко Олександр Вікторович (нар. 22 травня 1977, Волгоград, РРФСР, СРСР) — російський актор театру і кіно. Лауреат російських і міжнародних кінопремій та фестивалів.

## Життєпис
У 2000 році закінчив Тамбовський державний університет імені Г. Р. Державіна (режисерсько-театральне відділення).
У 2000—2004 рр. навчався в ГІТІСі (майстерня М. А. Захарова), за чотири місяці до закінчення навчання був відрахований з інституту за бійку.
Грає в театральних постановках, серед робіт: 
- Театр п/к О. Табакова: Працівник — «Дядя Ваня» (2004), Вардаман — «Коли я вмирала» (2004), Механік Сарторіус — «Розповідь про щасливу Москву» (2007).
- «Центр драматургії та режисури п/к Олексія Казанцева і Михайла Рощина»: Хлопчик — (рос.)«Не проговорённое» (реж. М. Покрасс).
- Театр ім. М.О. Булгакова: Студзинський Олександр Броніславович, капітан (введення) — «Дні Турбіних», М.О. Булгаков (2011, реж. Т. Марек).

Будучи студентом, дебютував в кіно у дипломній роботі режисера А. Канивченка «Служба щастя» (2001) та в одній з головних ролей у фільмі Бахтієра Худойназарова «Шик» (2003, „Штир“).
Знявся в українському фільмі-альманасі «Закохані в Київ» (2011).
Зіграв у кіно та серіалах близько сімдесяти ролей, ряд робіт відзначені російськими і міжнародними кінопреміями у номінації За найкращу чоловічу роль.

## Фестивалі та премії

### Лауреат
- 2005 — III Московський фестиваль вітчизняного кіно «Московська прем'єра»: Приз за найкращу чоловічу роль у фільмі «Солдатський декамерон» (реж. Андрій Прошкін)
- 2006 — XVII Відкритий російський кінофестиваль «Кінотавр» в Сочі: Приз за найкращу чоловічу роль у фільмі «Мені не боляче» (реж. Олексій Балабанов)[1]
- 2012 — Лауреат премії «GQ Людина року 2012» журналу «GQ» в номінації «Актор року» за виконання ролей у фільмах «Орда» і «Поки ніч не розлучить»[2]
- 2013 — Кінофестиваль «Віват кіно Росії!» в Санкт-Петербурзі: Приз за найкращу чоловічу роль у фільмі «Довге щасливе життя» (реж. Борис Хлєбніков)
- 2013 — Кінофестиваль «Сузір'я» в Ярославлі: Приз за найкращу чоловічу роль у фільмі «Довге щасливе життя»
- 2013 — III Кінофестиваль «Край світу» в Південно-Сахалінську: Приз за найкращу чоловічу роль у фільмі «Довге щасливе життя»)[3]
- 2016 — Міжнародний кінофестиваль в Марбельї (Іспанія): Приз за найкращу чоловічу роль в фільмі «Інсайт» (реж. Олександр Котт)
- 2016 — Кінопремія «Ніка» (за 2015 рік): Премія за найкращу чоловічу роль у фільмі «Інсайт» (реж. Олександр Котт)[4]
- 2016 — XXIV всеросійський кінофестиваль «Віват кіно Росії!»: Приз за найкращу чоловічу роль у фільмі «Інсайт» (реж. Олександр Котт)[5]
- 2017 — XXVIII Відкритий російський кінофестиваль «Кінотавр» у Сочі: Приз за найкращу чоловічу роль у фільмі «Аритмія» (реж. Борис Хлєбніков)[6]
- 2017 — 52-й Міжнародний кінофестиваль у Карлових Варах: Приз за найкращу чоловічу роль у фільмі «Аритмія»[7]
- 2017 — 53-й Міжнародний кінофестиваль у Чикаго: Приз за головну чоловічу роль у фільмі «Аритмія»[8]
- 2017 — Уральський відкритий фестиваль російського кіно: Приз за найкращу чоловічу роль у фільмі «Аритмія»[9]
- 2017 — Гран-прі журі премії Кіноакадемії Азіатсько-Тихоокеанського регіону (Asia Pacific Screen Awards) за роль у фільмі «Аритмія»[10]
- 2018 — Кінопремія «Ніка» (за 2017 рік): Премія за найкращу чоловічу роль у фільмі «Аритмія» (реж. Борис Хлєбніков)[11]

### Номінації
- 2006 — Номінація на Премію кінокритики і кінопреси «Білий слон»: за найкращу чоловічу роль у фільмах «Мені не боляче» (2006, реж. Олексій Балабанов) і «Вільне плавання» (2006, реж. Борис Хлєбніков)[12]
- 2008 — Номінація на російську національну театральну Премію «Золота маска»: за найкращу чоловічу роль (механік Сарторіус) в спектаклі «Розповідь про щасливу Москву» (реж. Міндаугас Кабаускіс, Театр п/к О. Табакова)
- 2015 — Номінація на Російську національну кінематографічну Премію АПКіТ (Асоціації продюсерів кіно і телебачення): за найкращу чоловічу роль 2-го плану (Петро III) в телесеріалі «Катерина» (2014, реж. Олександр Баранов)
- 2015 — Номінація на кінопремію «Золотий орел» (за 2014 рік): за найкращу чоловічу роль на ТВ в телесеріалі «Відлига» (2013, реж. Валерій Тодоровський)
- 2016 — Номінація на Премію кінокритики і кінопреси «Білий слон»: за найкращу чоловічу роль у фільмі «Інсайт» (реж. Олександр Котт)
- 2016 — Номінація на кінопремію «Золотий орел» (ха 2015 рік): за найкращу чоловічу роль на ТВ в телесеріалі «Катерина» (2014, реж. Олександр Баранов)
- 2018 — Номінація на кінопремію «Золотий орел» (за 2017 рік): за найкращу чоловічу роль в кіно у фільмі «Аритмія» (2017, реж. Борис Хлєбніков)
- 2020 — Номінація на кінопремію «Золотий орел» (за 2019 рік): за найкращу чоловічу роль на ТВ в телесеріалі «Негода» (2018, реж. Сергій Урсуляк)

## Фільмографія
- «Служба щастя» (2001)
- «Шик» (2003, „Штир“; реж. Б. Худойназаров)
- «Солдатський декамерон» (2005, Боря Кульшан; реж. А. Прошкін)
- «7 кабінок» (2006, наркоман)
- «Мені не боляче» (2006, Михайло (озвучив Євген Миронов); реж. О. Балабанов)
- «Вільне плавання» (2006, Леонід, реж. Б. Хлєбніков)
- «Смерть шпигунам!» (2007, лейтенант Летягін; Росія—Україна)
- «Дядя Ваня» (2007, фільм-спектакль; працівник)
- «Заповіт Леніна» (2007, т/с; Гудаєв)
- «Судова колонка» (серія «Заміж за принца», 2007, Олег Зільберштейн)
- «Бєляєв» (2007, не був завершений)
- «Коротке замикання» (2009, журналіст Саша, епізод «Ганьба»)
- «Божевільна допомога» (2009, дільничний Кольцов; реж. Б. Хлєбніков)
- «9 травня. Особисте ставлення» (2009, новела «Діалог»)
- «Будинок зразкового утримання» (2009, т/с; Олександр Керенський)
- «Дорога на Венесуелу» (2009, к/м)
- «Черчілль» (2009, т/с, «Смертельна роль» (фільм 9), Антон Шапкін; реж. М. Хомерікі)
- «Капітани» (2010, злодій)
- «Хто я?» (2010, Паша Матвєєв)
- «Апельсиновий сік» (2010, молодий лікар Єгор; реж. А. Прошкін)
- «Закохані в Київ» (2011, Україна)
- «Серця бумеранг» (2011, реж. М. Хомерікі)
- «Розкол» (2011, т/с, Єпіфаній; реж. М. Досталь)
- «Орда» (2012, Федька, келейник митрополита Алексія; реж. А. Прошкін)
- «Все просто» (2012, Анатолій)
- «Діалоги» (2013)
- «Зворотний бік Місяця» (2012, т/с; Ігор Крамер, учень ювеліра)
- «Поки ніч не розлучить» (2012, офіціант; реж. Б. Хлєбніков)
- «Відлига» (2013, режисер-стажист Єгор Ілліч Мячин; реж. В. Тодоровський)
- «Довге щасливе життя» (2013, Олександр Сергійович; реж. Б. Хлєбніков)
- «Репетиції» (2013, сусід по палаті; реж. О. Карас)
- «Расфокусін» (2013, короткометражний, Паша)
- «Катерина» (2014, т/с; Петро III)
- «Ганчірковий союз» (2014, керуючий гранітної майстерні)
- «Фарца» (2015, т/с; Сергій Задорожний (Серьожа „Беремо-і-Їдемо“), таксист)
- «Як життя без любові» (2015, короткометражний, Олександр, режисер)
- «Квітка папороті» (2015, т/с; Пашка Рогов, друг Тимофія)
- «Тихий Дон» (2015, т/с; Михайло Кошовий; реж. С. Урсуляк)
- «Інсайт» (2015, Павло Зуєв; реж. О. Котт)
- «Криголам» (2016, боцман Віталій Цимбалістий; реж. М. Хомерікі)
- «Чисте мистецтво» (2016, Зуєв, друг Андрія)
- «Проти всіх правил» (2016, Михайло Дрискін)
- «Дуелянт» (2016, Яковлєв-молодший; реж. О. Мізгирьов)
- «Аритмія» (2017, Олег, лікар «швидкої допомоги»; реж. Б. Хлєбніков)
- «Чорнобиль 2. Зона відчуження» (2017, Віталій Сорокін, інженер 4-го блоку ЧАЕС)
- «Відмінниця» (2017, т/с; Ігор Петров, капітан міліції; реж. О. Карас)
- «Ходіння по муках» (2017, т/с, Олексій Красильников; реж. К. Худяков)
- «Лікар Ріхтер» (2017, оф. адаптація америк. серіалу «Доктор Хаус», Григорій Філін; реж. А. Прошкін)
- «Довжок» (2017, Микола Лопаткін, художник)
- «Негода»/«Ненастье» (2018, т/с, Герман Неволін («Німець»), колишній воїн-афганець, водій-інкасатор; реж. С. Урсуляк)
- «Рік Свині» (2018, директор/брат директора)
- «Рік культури» (2018, т/с, Анатолій Аркадійович Саприкін, викладач)
- «У ангела ангіна» (2018, реж. О. Карас)
- «Чорнобиль 3. Зона відчуження» (2019, т/с, Віталій Сорокін, інженер 4-го блоку ЧАЕС)
- «Епідемія» (з 4-ї серії) (2019, т/с, Павло, лікар швидкої; реж. П. Костомаров)
- «LAST QUEST» (2019, к/м, Олег)
- «Кальмар» (2019, к/м)
- «Коридор безсмертя» (2019, Альфред Багдадський; реж. Ф. Попов)
- «Одеський пароплав» (2019, Вітя; реж. С. Урсуляк)
- «Парижанка» (2019, к/м, Єгор)
- «Молоде вино» (2019)
- «Чорнобиль. Зона відчуження. Фінал» (2019, т/с, Сорокін)
- «Праведник» (2022, капітан Кисельов, офіцер Червоної армії, командир партизанського загону; реж. С. Урсуляк)
- «Шаляпін» (2023, т/с, Костянтин Коровін, художник) та ін.

## Громадська позиція
У 2018 взяв участь у проекті «Нової газети» на підтримку ув'язненого у Росії українського режисера Олега Сенцова